# Christophoros Lakapenos

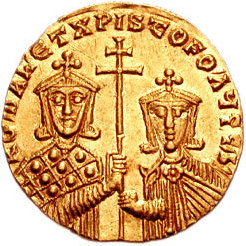
Christophoros Lakapenos (rechts) mit seinem Vater Romanos I. auf dem Revers eines Solidus

Christophoros Lakapenos (auch Lekapenos, mittelgriechisch Χριστόφορος Λακαπηνός, * um 900; † August 931 in Konstantinopel) war von 921 bis zu seinem Tod byzantinischer Mitkaiser.

## Leben
Christophoros war der älteste Sohn des Kaisers Romanos I. Lakapenos (920–944) und dessen erster, namentlich nicht bekannter Frau. Er hatte vier jüngere Halbbrüder, den späteren Patriarchen Theophylaktos, die beiden Mitkaiser Stephanos und Konstantin sowie den späteren Parakoimomenos Basileios. Seine jüngere Halbschwester Helena Lakapene war seit 919 mit Konstantin VII. verheiratet, der im folgenden Jahr von seinem Schwiegervater als Hauptkaiser (Basileus) verdrängt wurde. Mit seiner Frau Sophia hatte Christophoros zwei Töchter sowie die Söhne Romanos und Michael.
Am 20.(?) Mai 921 wurde Christophoros zum Mitkaiser (Symbasileus) gekrönt und erscheint als solcher auf Münzen zusammen mit Romanos I. Er galt als Lieblingssohn seines Vaters, nahm aber vorerst hinter diesem und seinem Schwager Konstantin VII. nur den dritten Rang innerhalb des Kaiserkollegiums ein. Anlässlich der Hochzeit seiner Tochter Maria-Irene mit dem bulgarischen Zaren Peter I. am 8. Oktober 927 setzte die bulgarische Delegation bei einem Festbankett zwei Tage später durch, dass der frischgebackene Schwiegervater ihres Zaren vor dem eigentlich ranghöheren Konstantin VII. akklamiert wurde. Christophoros rückte damit auf die zweite Stelle der kaiserlichen Hierarchie vor und galt nun als präsumtiver Nachfolger Romanos’ I. als Hauptkaiser. Im folgenden Jahr verweigerte er sich Umsturzplänen seines Schwiegervaters Niketas, der daraufhin aus dem Palast verbannt wurde.
Christophoros Lakapenos starb im August 931 zu einem Zeitpunkt, als seine jüngeren Halbbrüder und Mitkaiser Stephanos und Konstantin noch Kinder waren. Konstantin VII. wurde danach von Romanos I. wieder die Spitze in der Rangfolge der Mitkaiser zugestanden.